# Tweedle Dee, Tweedle Dum
Tweedle Dee, Tweedle Dum är en poplåt komponerad av den brittiske musikern Lally Stott och de italienska bröderna Giosy och Mario Capuano, som blev en stor singelhit i en inspelning av den skotska popgruppen Middle of the Road 1971. Låttexten handlar om en fejd mellan de två skotska klanerna MacDougall och MacGregor.
Låten blev gruppens andra stor hit efter genombrottet med "Chirpy Chirpy Cheep Cheep" 1970. I Italien användes låten till en reklamfilm för att lansera den då nya bilmodellen Fiat 127.

## Listplaceringar
| Lista (1971)   | Position            |
| -------------- | ------------------- |
| Australien     | 15 (Go Set)         |
| Danmark        | 1 (DR "Top 10")     |
| Finland        | 15                  |
| Irland         | 2                   |
| Italien        | 3 (Musica e Dischi) |
| Nederländerna  | 5                   |
| Norge          | 6 (VG-lista)        |
| Spanien        | 6                   |
| Storbritannien | 2                   |
| Sverige        | 8 (Kvällstoppen)    |
| Sverige        | 3 (Tio i topp)      |
| Västtyskland   | 15                  |